# Axel Keller
Axel Keller (ur. 25 marca 1977 w Karl-Marx-Stadt) – niemiecki piłkarz występujący na pozycji bramkarza. W przeszłości zawodnik m.in.: FC Carl Zeiss Jena, TSV 1860 Monachium, Hansy Rostock czy Erzgebirge Aue. W 2. Bundeslidze rozegrał 81 spotkań.